# SN 2003bw
SN 2003bw – supernowa typu II odkryta 12 marca 2003 roku w galaktyce IC1077. W momencie odkrycia miała maksymalną jasność 18,00m.